# Frank Van Kuik
Frank Van Kuik (* 4. Februar 1981 in Best, Niederlande) ist ein belgischer Radrennfahrer. Bis zum 28. Februar 2006 war er niederländischer Staatsbürger.
Frank Van Kuik gewann 2002 eine Etappe bei der Ronde van Limburg. 2005 konnte er das Eintagesrennen Gent-Ieper für sich entscheiden. Ab dem nächsten Jahr fuhr er für die belgische Mannschaft Yawadoo-Colba-ABM. Dort gewann er 2007 den Klein Brabant Classic. Bei der Vuelta a Extremadura war er mit dem Team beim Mannschaftszeitfahren erfolgreich.

## Erfolge
2008
- Mannschaftszeitfahren Vuelta a Extremadura (2.2)

## Teams
- 2006 Yawadoo-Colba-ABM
- 2007 Yawadoo-ABM-TV Vlaanderen
- 2008 An Post-M. Donnelly-Grant Thornton-Sean Kelly Team
- 2009 Profel Continental Team (ab 01.09.)
- 2010 Qin Cycling Team